# Martin Kližan
Martin Kližan (Bratislava, 11 luglio 1989) è un tennista slovacco.
Ha vinto in carriera 6 titoli ATP in singolare e 4 in doppio oltre a un titolo ragazzi del Grande Slam all'Open di Francia 2006, grazie al quale è stato numero uno nella classifica mondiale juniores.
Professionista dal 2007, ha ottenuto il suo miglior ranking in singolare, 24º, il 27 aprile 2015. Dopo essersi ritirato nel giugno 2021, ritorna alle competizioni a fine 2023.

## Biografia
Nato nel quartiere di Petržalka a Bratislava, Kližan parla lo slovacco, l'inglese, il croato, il polacco e anche un po' di russo. Ha iniziato a giocare a tennis all'età di 3 anni. È stato allenato da Karol Kučera. Si è più volte distinto pubblicamente per la sua franchezza con coraggiosi commenti sul mondo del tennis che hanno sollevato grandi polemiche e gli hanno procurato critiche tra i colleghi e inibizioni da parte dell'ATP.

## Carriera

### Juniores
Kližan dimostra il suo talento nel 2005, quanto vince i campionati europei under-16 di tennis sia nel singolo che nel doppio (con partner Andrej Martin). L'anno successivo vince l'Open di Francia ragazzi, battendo in finale il canadese Philip Bester per 6–3, 6–1, garantendosi una wild card per l'accesso al torneo di qualificazione dello Slam parigino dell'anno seguente dove, dopo aver battuto in due set l'israeliano Noam Okun, si arrende all'argentino Juan Pablo Brzezicki. Il 1º gennaio 2007 raggiunge la vetta del ranking mondiale juniores e disputa il suo ultimo incontro nella categoria nel giugno successivo dopo aver vinto tre titoli in singolare e sei in doppio.

### Esordi da professionista
Debutta tra i professionisti nel giugno 2006 nel Challenger di Reggio Emilia, perdendo al primo turno. In ottobre disputa il primo torneo Futures, il Portugal F4, con una nuova sconfitta al primo turno. Due settimane dopo vince il suo primo incontro da professionista nel Portugal F6, dove passa anche il secondo turno e viene eliminato al terzo. Nell'aprile 2007 perde la finale del Romania F1. Il mese dopo tenta invano di entrare nel tabellone del Roland Garros perdendo al secondo turno delle qualificazioni. In giugno arriva in semifinale nel Challenger di Košice, perdendo in due set contro il n. 361 ATP Jérémy Chardy. In luglio fa il suo primo tentativo di entrare nel tabellone di un torneo ATP a Los Angeles, ma perde al terzo turno di qualificazione. Ci riesce a fine mese nell'ATP 500 di Washington, dove batte al primo turno Konstantinos Economidis e viene eliminato al secondo da Gaël Monfils. Tra i pochi risultati di rilievo del 2008 vi è la finale raggiunta in febbraio al Croatia F1 di Zagabria, la sua seconda del circuito Futures. Nel marzo 2009 perde due finali Futures in Kazakistan e in giugno viene battuto ai quarti del Challenger di Prostějov dal n. 20 ATP Tomáš Berdych, dopo aver eliminato nel turno precedente il n. 85 Ivo Minář, primo top 100 da lui battuto. Quello stesso mese vince i tre incontri di qualificazione per l'ATP 250 di Umago, dove esce al primo turno. Il primo trofeo Futures arriva allo Slovak Republic F1 nell'agosto del 2009 e la settimana successiva fa il bis all'Italy F23 e raggiunge il suo best ranking ATP con il 261º posto, che migliora in seguito fino al 231º del 23 novembre.

### 2010: primo trofeo Challenger
Il 1º marzo 2010 entra per la prima volta tra i primi 200 (al 200º posto) del ranking ATP. Quella settimana debutta in Coppa Davis nell'incontro Slovacchia Austria, perdendo il primo singolare e battendo nel secondo il n. 96 ATP Daniel Koellerer. In aprile supera le qualificazioni per l'ATP 250 Grand Prix Hassan II battendo al primo turno il n. 70 Aleksandr Dolhopolov, ma viene poi sconfitto dal n. 23 del mondo Stan Wawrinka. Riesce per la prima volta a qualificarsi ad un torneo dello Slam agli US Open 2010, dove perde al primo turno per 6–1, 6–3, 6–0 contro lo spagnolo Juan Carlos Ferrero. In novembre ottiene il primo titolo in un Challenger al Ritro Slovak Open della sua Bratislava battendo Stefan Koubek in finale per 7–6, 6–2, risultato che gli permette un balzo di 59 posti in classifica mondiale attestandosi al 158º posto, nuovo best ranking.

### 2011: top 100
Nell'aprile 2011 arriva in finale nel Challenger Rai Open di Roma, in cui viene sconfitto dall'olandese Thomas Schoorel per 7–5, 1–6, 6–3. In maggio viene eliminato in semifinale nel Challenger di Zagabria dopo aver battuto nei quarti il n. 46 ATP Ivan Dodig, il suo primo top 50. In agosto perde la finale del San Marino CEPU Open contro Potito Starace. Il mese dopo vince il suo secondo trofeo Challenger in carriera battendo in finale a Genova Leonardo Mayer per 6–3, 6–1. I buoni risultati stagionali gli avevano permesso di migliorare il proprio best ranking diverse volte e dopo la vittoria di Genova sale all'86º posto, per la prima volta tra i top 100. Subito dopo vince entrambi i singolari nella sfida di Coppa Davis contro l'Ucraina battendo Serhij Stachovs'kyj e Illja Marčenko. In novembre perde tutti e tre gli incontri di round robin nella prima edizione delle ATP Challenger Tour Finals di San Paolo del Brasile.

### 2012: primo titolo ATP e top 30
L'anno successivo in marzo vince consecutivamente i Challenger di Rabat e Marrakech battendo rispettivamente Filippo Volandri e Adrian Ungur, conquistando nel secondo caso anche il titolo di doppio assieme a Daniel Muñoz de la Nava. Due mesi dopo perde la finale del Challenger I. ČLTK Prague Open, al cospetto di Horacio Zeballos che lo sconfiggerà anche nella finale di doppio in cui lo sloveno gioca in coppia con Lukáš Rosol. La settimana successiva è di nuovo in finale al Challenger di Bordeaux, in cui esce vittorioso contro Tejmuraz Gabašvili e, insieme al connazionale Zelenay, si aggiudica anche il torneo di doppio. La seconda parte della stagione lo vede impegnato quasi esclusivamente nei tornei ATP. Al Roland Garros sconfigge al primo turno Frank Dancevic per ritiro sul 4–0 nel primo set, al secondo viene battuto da Nicolas Mahut ma ritocca ulteriormente il best ranking piazzandosi in 60ª posizione. Ai Queen's Club Championships 2012 viene estromesso al primo turno. Per la prima volta in carriera accede al tabellone principale del Torneo di Wimbledon e raggiunge il secondo turno sconfiggendo Juan Ignacio Chela prima di essere eliminato da Viktor Troicki.
Si presenta quindi come settima testa di serie al Croatia Open Umag 2012, sconfigge Aljaž Bedene e al secondo turno viene eliminato da Matthias Bachinger. Due settimane dopo disputa la sua prima semifinale ATP al 250 di Kitzbühel, perdendo contro Robin Haase per 3–6, 3–6. Alle Olimpiadi di Londra viene subito eliminato dall'americano Andy Roddick con il punteggio di 5–7, 4–6. La settimana successiva vince il Challenger di San Marino battendo in finale Simone Bolelli per 6–3, 6–1. Agli US Open si spinge fino agli ottavi dove perde in tre set dal n. 13 ATP Marin Čilić dopo aver battuto in 4 set al secondo turno il n. 6 Jo-Wilfried Tsonga, il suo primo top 10. Subito dopo vince entrambi i singolari di Coppa Davis contro i portoghesi. Il 23 settembre 2012 conquista il suo primo trofeo ATP a San Pietroburgo battendo in finale Fabio Fognini per 6–2, 6–3. Il risultato lo proietta al 33º posto, nuovo best ranking che migliora il mese dopo arrivando al 29º. È il primo tennista slovacco a vincere un torneo ATP da quando Dominik Hrbatý vinse a Marsiglia nel 2004. A fine stagione riceve dai colleghi il premio ATP per l'esordiente dell'anno.

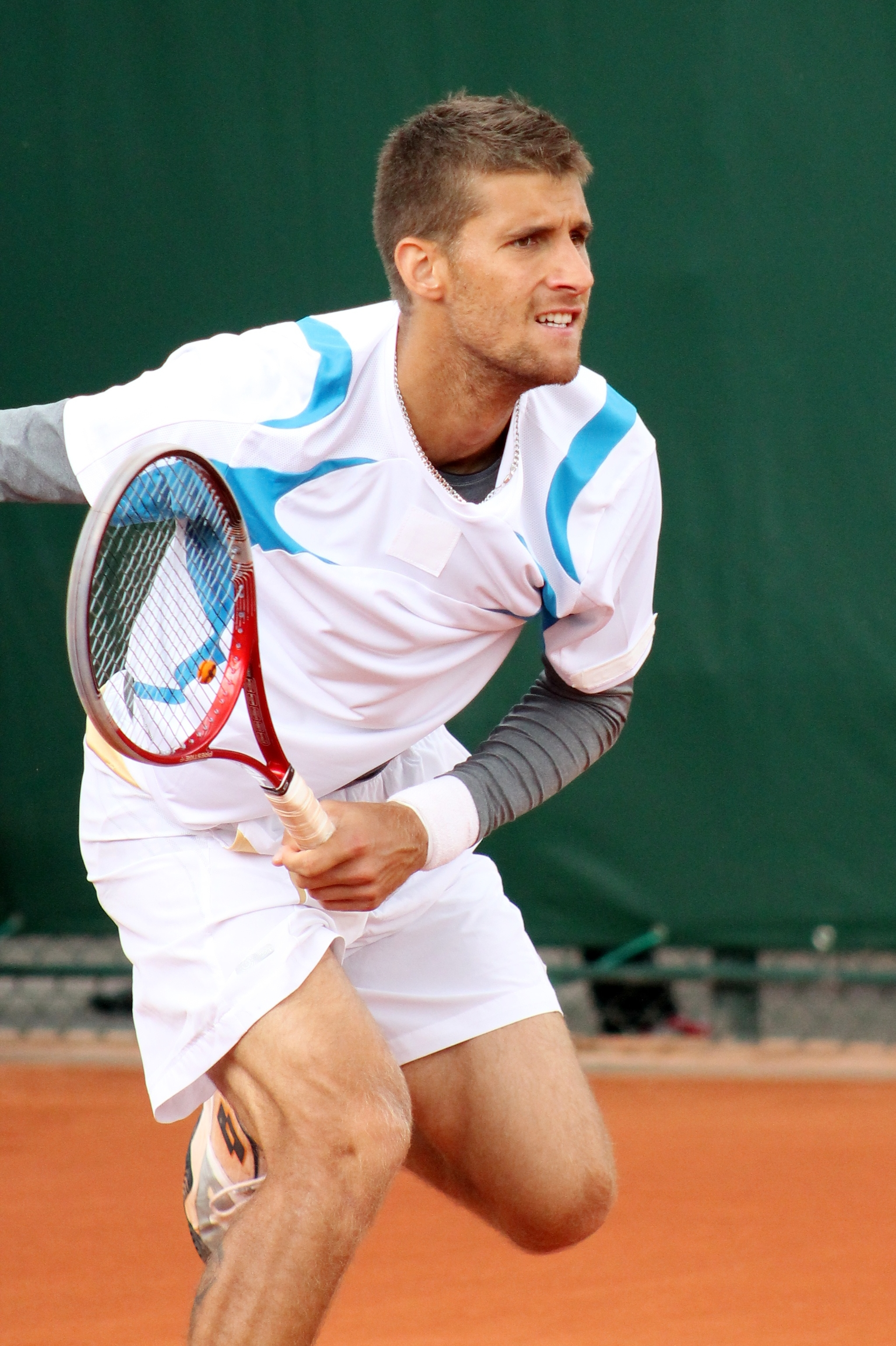
Roland Garros 2013

### 2013: primo titolo ATP in doppio
Inizia il 2013 con tre sconfitte al primo turno nella trasferta in Oceania, tra le quali quella al debutto negli Australian Open contro Daniel Brands. Esce quindi al secondo turno a Zagabria e raggiunge i quarti all'ATP 500 di Rotterdam, ritirandosi per crampi nel corso del terzo set contro Gilles Simon. Malgrado la sconfitta al primo turno a Marsiglia, il 4 marzo raggiunge il 26º posto della classifica, nuovo best ranking. Perde al primo incontro in entrambi i Masters 1000 americani di Indian Wells e Miami e fa il debutto stagionale sulla terra rossa a Casablanca perdendo in semifinale contro Kevin Anderson. Nei tornei successivi vince solo un incontro a Barcellona e viene eliminato al secondo turno al Roland Garros da Nadal, al quale strappa un set.
Perde nettamente al primo turno a Wimbledon contro Tomáš Berdych e raggiunge i quarti a Umago, dove viene superato da Fognini. Nella cittadina croata vince il primo titolo in carriera in doppio in coppia con David Marrero, battendo in finale in tre set Nicholas Monroe e Simon Stadler. Segue una serie di sconfitte in singolare che culmina con l'eliminazione al primo turno degli US Open da parte di Donald Young, che gli infligge un severo 1–6, 0–6, 1–6. Subito dopo, un infortunio al polso lo tiene 6 settimane fuori dal circuito e gli impedisce di difendere il titolo conquistato l'anno precedente a San Pietroburgo. I punti persi a New York e in Russia lo estromettono dai top 100. Nell'ultima parte della stagione disputa con scarso successo due tornei Challenger e chiude il 2013 al 108º posto del ranking ATP.

### 2014: secondo titolo ATP in singolare e in doppio
In gennaio viene battuto al terzo turno degli Australian Open in tre set dal nº 119 ATP Stéphane Robert. Supera le qualificazioni al Rio Open e si ritira dopo aver vinto al primo turno. Al successivo ATP 250 di San Paolo batte il nº 36 ATP Marcel Granollers al secondo turno e ai quarti viene eliminato dal padrone di casa Thomaz Bellucci. A fine marzo perde la finale del Challenger di Barranquilla contro Pablo Cuevas. Salta tutti i Masters 1000 di inizio stagione, raggiunge il secondo turno a Barcellona e vince il suo secondo titolo in singolare il 4 maggio 2014 al BMW Open di Monaco di Baviera, battendo in finale Fabio Fognini 2–6, 6–1, 6–2. Il risultato gli consente un balzo di 49 posizioni in classifica ATP, arrivando al 62º posto. Il 24 di quel mese arriva il secondo titolo in doppio a Nizza, questa volta con Philipp Oswald, battendo in due set la coppia Rohan Bopanna/Aisam-ul-Haq Qureshi. Al Roland Garros batte nettamente al primo turno il nº 10 ATP Kei Nishikori, al secondo il 50 Robin Haase e viene eliminato dal 39 Marcel Granollers.
Sull'erba di Eastbourne viene battuto ai quarti da Richard Gasquet, mentre al primo turno a Wimbledon riesce a strappare un set al nº 1 del mondo Rafael Nadal. Nei 5 tornei successivi, tra i quali gli US Open dove perde in 5 set al secondo turno da Berdych, raccoglie solo due vittorie, mentre è grande protagonista all'ATP 500 di Pechino, dove batte al primo turno il nº 25 ATP Leonardo Mayer, al secondo il nº 13 Ernests Gulbis e soprattutto si prende la rivincita nei quarti su Nadal, che supera con il risultato di 6–7, 6–4, 6–3; in semifinale cede di nuovo al nº 6 del mondo Berdych per 4–6, 1–6. Negli ultimi tornei stagionali di Shanghai e Valencia viene eliminato al secondo turno e chiude l'anno 34º nel ranking.

### 2015: 24º nel ranking, terzo titolo ATP in singolare e in doppio
All'esordio stagionale raggiunge i quarti al Brisbane International 2015 e viene battuto da Grigor Dimitrov. È costretto al ritiro durante l'incontro di secondo turno all'Australian Open. Esce nei quarti anche a Quito e non supera il secondo turno a San Paolo e al Rio Open, dove però in coppia con Philipp Oswald si aggiudica il torneo di doppio battendo in finale Pablo Andújar/Oliver Marach. Vince entrambi i singolari e il doppio nel 5–0 con cui a inizio marzo la Slovacchia supera la Slovenia in Coppa Davis. All'Indian Wells Masters perde al secondo turno contro Rosol e subisce la stessa sorte al Miami Masters, riuscendo però a strappare un set a Novak Đoković. Inizia bene la stagione sulla terra battuta aggiudicandosi il terzo titolo ATP in carriera all'ATP 250 di Casablanca, dove supera in finale con un doppio 6–2 Daniel Gimeno Traver. A Monte Carlo viene eliminato al primo turno da Troicki e all'ATP 500 di Barcellona raggiunge la semifinale ma viene sconfitto da Kei Nishikori. Questo risultato gli vale la 24ª posizione nella classifica mondiale, nuovo best ranking.
I risultati che seguono sono deludenti, nei Masters di Madrid e Roma, a Nottingham e a Wimbledon esce al primo turno mentre al Roland Garros non va oltre il secondo. In luglio è ancora una volta decisivo in Coppa Davis nella sfida vinta contro la Romania per 3–2 aggiudicandosi i 2 punti in singolare e quello in doppio senza perdere alcun set. Non supera il secondo turno nei tornei successivi, compresi gli US Open, l'unica vittoria di rilievo è quella contro Dominic Thiem al primo turno del Cincinnati Open. Si riscatta di nuovo in Davis ma le sue due vittorie in singolare contro la Polonia non bastano agli sloveni, che perdono 3–2 e sfuma la possibilità di qualificarsi al Gruppo Mondiale. L'ultimo buon risultato stagionale è la semifinale raggiunta a Metz, in cui perde in due set da Gilles Simon, e negli ultimi tornei non va oltre il secondo turno. Chiude il 2015 al 43º posto del ranking, per il terzo anno in carriera tra i top 50.

### 2016: due titoli ATP 500 in singolare e un titolo in doppio

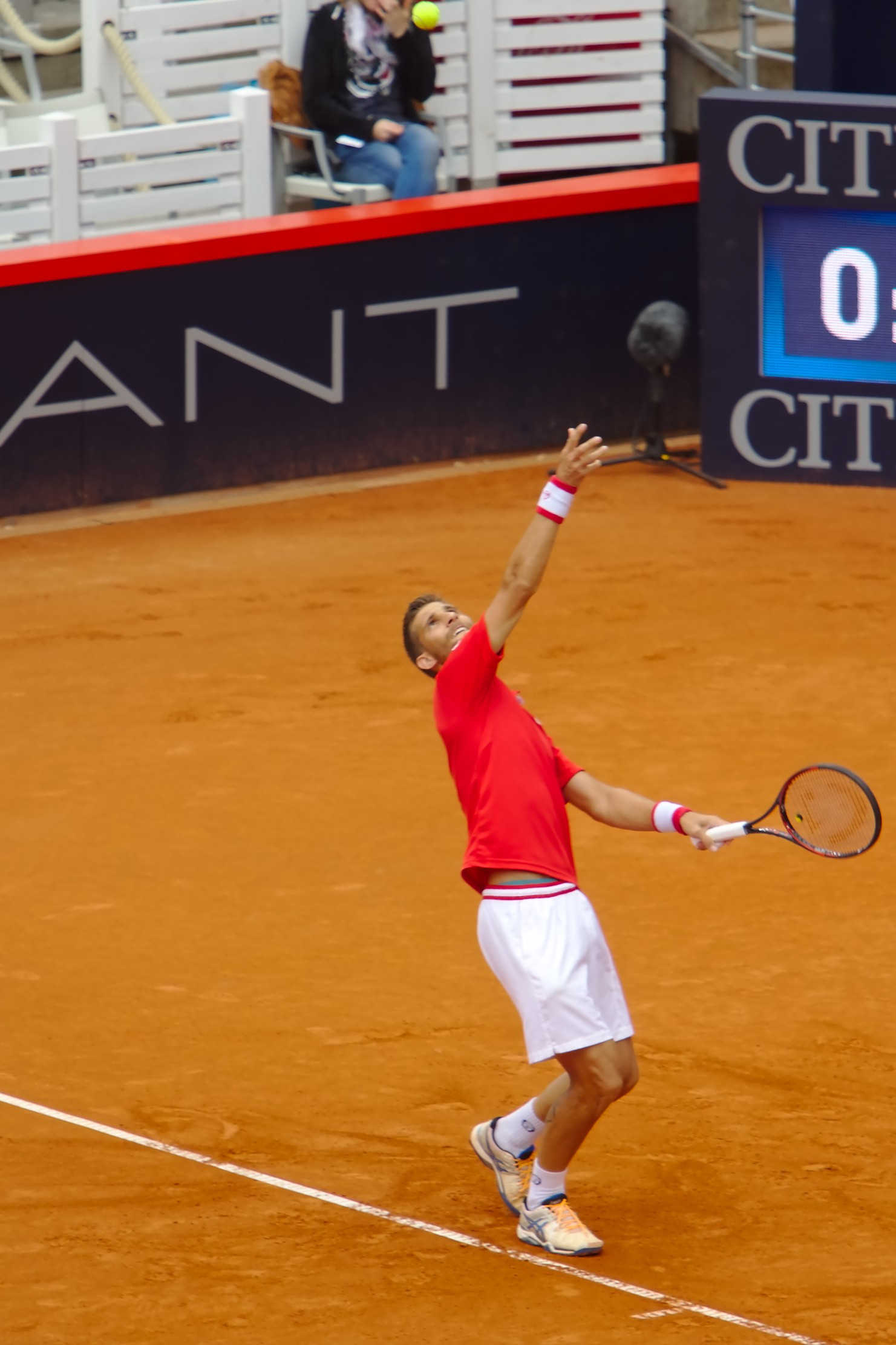
Semifinale al German Open 2016 di Amburgo.

Nei primi tre tornei dell'anno viene eliminato al primo turno, in particolare all'Australian Open nel quale costringe al quinto set il nº 21 ATP Roberto Bautista Agut. Raccoglie le prime vittorie stagionali a Sofia e arriva in semifinale, dove a sbarrargli il passo è ancora Troicki. Il 14 febbraio vince il suo primo ATP 500 a Rotterdam superando in rimonta Gaël Monfils con il punteggio di 6–7, 6–3, 6–1; nei quarti si era preso la rivincita su Bautista Agut piegandolo 6–0 nel set decisivo dopo aver salvato 5 match-point nel secondo set. Aveva salvato altri 3 match point nella semifinale con Nicolas Mahut. Esce quindi al primo turno a Dubai e soprattutto a Indian Wells, ritirandosi durante l'incontro con Verdasco per un'infiammazione al piede che lo costringe a una convalescenza di due mesi. Rientra in maggio al Roland Garros e un dolore al collo lo costringe di nuovo a ritirarsi durante il primo match.
Dopo tre settimane di riposo rientra nel Challenger slovacco di Poprad Tatry e raggiunge la semifinale. Viene quindi eliminato al primo turno di Wimbledon. Il 17 luglio conquista ad Amburgo il secondo titolo ATP 500 della stagione e il quinto ATP in carriera su 5 finali disputate; perde un solo set in tutto il torneo, nel primo turno contro Igor Sijsling, e in finale ha la meglio su Pablo Cuevas con il punteggio di 6–1, 6–4. Al successivo torneo di Umago esce al secondo turno ma vince il torneo di doppio in coppia con David Marrero. Sempre in luglio vince i suoi ultimi incontri del 2016 al Challenger di Praga, dove viene eliminato nei quarti. Agli US Open ha inizio una serie di 6 sconfitte consecutive al primo turno fino a fine anno, che lo portano a concludere la stagione al 35º posto del ranking.

### 2017: infortunio e crollo nel ranking
Le sconfitte al primo incontro di un torneo continuano a inizio 2017, all'Australian Open riesce comunque a strappare due set e ad andare avanti di un break nel quinto set contro Stan Wawrinka, che si aggiudica il parziale decisivo per 6–4 e arriverà in semifinale. Nella prima giornata della sfida con l'Ungheria in Coppa Davis vince il singolare contro Attila Balázs per poi perdere in doppio e il secondo singolare, che decreta la sconfitta degli slovacchi per 3–1. Nei quarti di finale a Sofia perde in tre set contro Nikoloz Basilašvili dopo aver vinto il primo 6–0. Si ferma nei quarti anche a Rotterdam, battuto in due set da Tomáš Berdych; perde così molti dei punti acquisiti con il titolo vinto l'anno prima e si ritrova al 65º posto del ranking. Nei 4 successivi tornei vince un solo incontro a Indian Wells, supera poi le qualificazioni a Monte-Carlo e perde di nuovo al primo turno del main draw. Raggiunge i quarti nei successivi ATP 250 di Budapest e Monaco di Baviera e viene battuto prima da Lucas Pouille in due set e poi dall'emergente Chung Hyeon in tre set.
In questo periodo inizia a soffrire per un dolore al polpaccio che gli fa saltare i tornei di Roma e Ginevra e si ripresenterà nel prosieguo della stagione. Rientra al Roland Garros e al primo turno gli servono 5 set per superare la wild card Laurent Lokoli, nel secondo turno strappa il set di apertura al nº 1 del mondo Andy Murray, che lo elimina vincendo gli altri tre set. A fine mese prepara la stagione sull'erba ad Antalya ma si riacutizza il male al polpaccio e si deve ritirare durante l'incontro di primo turno. Prova ugualmente a giocare a Wimbledon ma gli torna male alla gamba e si deve ritirare di nuovo durante il primo turno; questa volta deve osservare un riposo di oltre due mesi. Perde così 96 posizioni nel ranking e quando rientra in settembre si trova alla 143ª; partecipa a tre soli tornei Challenger vincendo in totale un solo incontro e chiude la stagione in ottobre.

### 2018: un titolo ATP, vittoria su Đoković e ritorno tra i top 50
Il rientro nel circuito ATP avviene nel febbraio 2018 a Sofia, supera le qualificazioni e il primo turno e al secondo si arrende al nº 15 ATP Wawrinka in tre set, dopo aver vinto il primo. Perde ulteriori punti nel ranking a Rotterdam, dove passa le qualificazioni e perde in due set da Feliciano López al primo turno; il risultato lo spinge alla 181ª posizione del ranking, la più bassa dal novembre 2010. Il 4 marzo torna ad aggiudicarsi un titolo vincendo il ricco Challenger di Indian Wells. A fine mese esce in semifinale al Challenger di Marbella e vince quindi i due singolari nella sfida di Coppa Davis contro la Bosnia ed Erzegovina, che riesce comunque a battere gli slovacchi per 3–2. A fine aprile batte per la prima volta Novak Đoković al secondo turno di Barcellona con il punteggio di 6–2, 1–6, 6–3. Nel terzo turno si prende la rivincita su Feliciano Lopez, battuto in due set e si ferma nei quarti sconfitto in due set dal nº 1 del mondo Nadal. La settimana successiva raggiunge i quarti anche a Monaco e come l'anno precedente si arrende a Chung Hyeon, questa volta in due set.
A distanza di tre anni torna a superare il primo turno al Roland Garros e al secondo non oppone resistenza al padrone di casa Monfils. Seguono prove opache in due Challenger e al primo turno dell'ATP 250 di Umago lascia due soli giochi al nº 69 ATP Nicolás Jarry, venendo quindi eliminato in tre set da Robin Haase. Il 4 agosto vince il suo sesto titolo ATP a Kitzbühel battendo in finale Denis Istomin 6–2, 6–2. Il successo arriva dopo che aveva destato grande sorpresa nel secondo turno sconfiggendo 6–1, 1–6, 7–5 l'idolo di casa Dominic Thiem, testa di serie nº 1 e nº 8 del mondo. Il trofeo gli garantisce un balzo di 35 posti nel ranking, attestandosi al 77º. Il mese dopo Thiem si prende la rivincita nella finale di San Pietroburgo infliggendogli un pesante 6–3, 6–1, prima finale ATP persa in carriera da Kližan, che al secondo turno aveva eliminato in due set il nº 13 ATP Fabio Fognini. Di rilievo a fine stagione la vittoria su Steve Johnson a Tokyo, dove viene eliminato al secondo turno, e le vittorie nei due singolari e in doppio a Bratislava contro la Bielorussia, che garantiscono alla Slovacchia la permanenza nel gruppo 1 di Coppa Davis. Chiude l'annata del proprio rilancio al 41º posto del ranking.

### 2019: nuovo crollo nel ranking

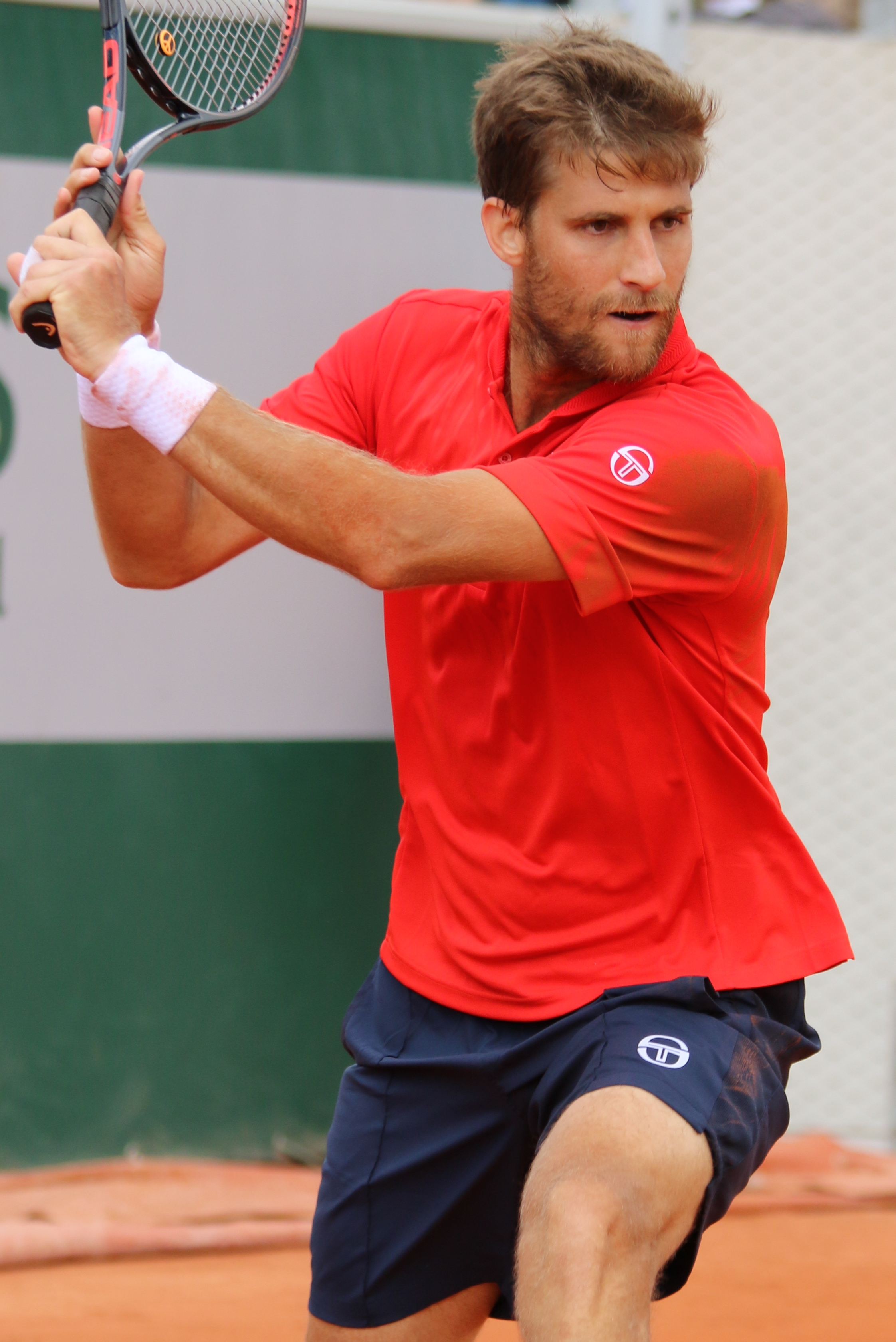
Roland Garros 2019

Comincia il 2019 con le eliminazioni al secondo turno a Sydney e al primo turno dell'Australian Open. A inizio febbraio prende parte alla sfida di Coppa Davis contro il Canada che, secondo la nuova formula della manifestazione, garantisce un posto nella fase finale; vince il primo singolare e in doppio, ma perde il secondo singolare contro Denis Shapovalov e i canadesi superano gli slovacchi per 3–2. Al successivo ATP 250 di Sofia viene eliminato nei quarti per mano di Daniil Medvedev. Negli 8 tornei ATP che seguono non riesce mai a superare il secondo turno, tra gli incontri più interessanti di questo periodo vi è quello del primo turno al Madrid Masters in maggio, perso contro il nº 11 del mondo Marin Čilić con il punteggio di 4–6, 6–2, 6–7 dopo aver sprecato 4 match-point. Per la seconda volta in carriera raggiunge il terzo turno al Roland Garros vincendo due incontri al quinto set contro Michail Kukuškin e il padrone di casa nº 26 del ranking Lucas Pouille, prima di arrendersi in tre set a Karen Chačanov. La seconda parte della stagione è contrassegnata da una sola vittoria negli incontri ATP a fronte di 7 sconfitte. In particolare perde quasi tutti i punti accumulati l'anno precedente a Kitzbühel e San Pietroburgo e passa dal 47º posto nel ranking del 22 aprile al 141º di fine anno.

### 2020: una finale Challenger
Con la classifica deficitaria che si ritrova, nel 2020 Kližan non trova molto spazio nei tabelloni principali ATP ed è impegnato in prevalenza nei Challenger. Esordisce a Noumea in Nuova Caledonia e viene eliminato nei quarti da Yūichi Sugita, mentre a Bangkok esce al primo incontro e all'Australian Open non accede al main draw. A fine febbraio disputa il suo primo incontro stagionale nel main draw di un torneo ATP a Santiago, dopo aver superato le qualificazioni, e viene subito eliminato in due set da Federico Delbonis. Rientra in agosto dopo la pausa per la pandemia di COVID-19 e perde i tre incontri disputati nei Challenger cechi a cui si presenta. Torna a vincere un incontro nel Challenger di Prostojev e arriva ai quarti, dove viene sconfitto da Stefano Travaglia. Non supera le qualificazioni al Roland Garros e verso fine ottobre raggiunge la finale dell'Istanbul Challenger, che perde contro Il'ja Ivaška. In novembre torna a disputare un incontro in un torneo ATP al Sofia Open, dove perde al secondo incontro di qualificazione, ma viene ripescato come lucky looser e al primo turno perde in tre set contro il nº 35 ATP Adrian Mannarino dopo aver vinto il primo.

### 2021: il ritiro
Fa il suo esordio stagionale in febbraio al 158º posto del ranking e subisce due sconfitte al primo turno al Biella Challenger e nelle qualificazioni dell'Australian Open. A fine mese perde nei quarti di finale contro Prajnesh Gunneswaran al Nur-Sultan Challenger. Deve attendere quasi un mese per vincere un altro incontro, gli riesce a Marbella ed esce di nuovo nei quarti, questa volta per mano di Alessandro Giannessi. Ritenta la via delle qualificazioni ai tornei del circuito maggiore e raccoglie solo sconfitte nell'ATP di Marbella, a Monte Carlo, a Lione e al Roland Garros. Si mette in luce raggiungendo la semifinale al Challenger di Bratislava e viene eliminato in 3 set dal futuro vincitore del torneo Tallon Griekspoor. Il 22 giugno perde seccamente da Zdeněk Kolář al primo turno di qualificazione a Wimbledon, nel suo ultimo incontro da professionista. In quei giorni annuncia il ritiro dall'attività agonistica.

### 2023–2024: rientro, 1 titolo ITF
A due anni dal ritiro ufficiale dalle competizioni ritorna a giocare a fine 2023 partecipando alle qualificazioni di un torneo ITF ad Antalya, in Turchia.
A marzo 2024 vince un torneo ITF in Grecia.

## Caratteristiche tecniche
Giocatore alto, con lunghi arti e mancino, colpisce a due mani con il rovescio e la superficie che predilige è la terra battuta. Il suo colpo migliore è il dritto, particolarmente potente, mentre rovescio, battuta e volée hanno dei limiti. Dotato di buona tecnica e fantasia, è imprevedibile e gioca spesso palle corte smorzate anche con il dritto. Ha una forte personalità, è tenace, battagliero, non si dà facilmente per vinto, anche se spesso manca di continuità.

## Statistiche

### Singolare

#### Vittorie (6)
| Legenda singolare         |
| Grande Slam (0)           |
| ATP World Tour Finals (0) |
| ATP Masters 1000 (0)      |
| ATP World Tour 500 (2)    |
| ATP World Tour 250 (4)    |

| N. | Data              | Torneo                                      | Superficie  | Avversario in finale | Punteggio        |
| 1. | 23 settembre 2012 | St. Petersburg Open, San Pietroburgo        | Cemento (i) | Fabio Fognini        | 6–2, 6–3         |
| 2. | 4 maggio 2014     | BMW Open, Monaco di Baviera                 | Terra rossa | Fabio Fognini        | 2–6, 6–1, 6–2    |
| 3. | 12 aprile 2015    | Grand Prix Hassan II, Casablanca            | Terra rossa | Daniel Gimeno Traver | 6–2, 6–2         |
| 4. | 14 febbraio 2016  | ABN AMRO World Tennis Tournament, Rotterdam | Cemento (i) | Gaël Monfils         | 6(1)–7, 6–3, 6–1 |
| 5. | 17 luglio 2016    | German Open Hamburg, Amburgo                | Terra rossa | Pablo Cuevas         | 6–1, 6–4         |
| 6. | 4 agosto 2018     | Generali Open, Kitzbühel                    | Terra rossa | Denis Istomin        | 6–2, 6–2         |

#### Finali perse (1)
| Legenda singolare         |
| Grande Slam (0)           |
| ATP World Tour Finals (0) |
| ATP Masters 1000 (0)      |
| ATP World Tour 500 (0)    |
| ATP World Tour 250 (1)    |

| N. | Data              | Torneo                               | Superficie  | Avversario in finale | Punteggio |
| 1. | 23 settembre 2018 | St. Petersburg Open, San Pietroburgo | Cemento (i) | Dominic Thiem        | 3–6, 1–6  |

### Doppio

#### Vittorie (4)
| Legenda                        |
| Grande Slam (0)                |
| ATP World Tour Finals (0)      |
| ATP World Tour Master 1000 (0) |
| ATP World Tour 500 Series (1)  |
| ATP World Tour 250 Series (3)  |

| N. | Data             | Torneo                          | Superficie  | Compagno       | Avversari in finale                | Punteggio        |
| 1. | 27 luglio 2013   | Croatia Open Umag, Umago (1)    | Terra rossa | David Marrero  | Nicholas Monroe Simon Stadler      | 6–1, 5–7, [10–7] |
| 2. | 24 maggio 2014   | Open de Nice Côte d'Azur, Nizza | Terra rossa | Philipp Oswald | Rohan Bopanna Aisam-ul-Haq Qureshi | 6–2, 6–0         |
| 3. | 22 febbraio 2015 | Rio Open, Rio de Janeiro        | Terra rossa | Philipp Oswald | Pablo Andújar Oliver Marach        | 7–6(3), 6–3      |
| 4. | 23 luglio 2016   | Croatia Open Umag, Umago (2)    | Terra rossa | David Marrero  | Nikola Mektić Antonio Šančić       | 6–4, 6–2         |

### Tornei minori

#### Singolare

##### Vittorie (15)
| Legenda        |
| Challenger (7) |
| Futures (8)    |

| N.  | Data             | Torneo                                   | Superficie  | Avversario in finale          | Punteggio        |
| 1.  | 9 agosto 2009    | Slovakia F1, Stupava                     | Terra rossa | Jiří Školoudík                | 6–3, 6–4         |
| 2.  | 16 agosto 2009   | Italy F23, Bolzano                       | Terra rossa | Philipp Oswald                | 6–3, 6–4         |
| 3.  | 31 gennaio 2010  | Morocco F1, Casablanca                   | Terra rossa | Alberto Brizzi                | 6(1)–7, 6–2, 6–0 |
| 4.  | 24 ottobre 2010  | Kuwait F2, Al Kuwait                     | Cemento     | Mikhail Vasiliev              | 6–1, 6–1         |
| 5.  | 15 novembre 2010 | Ritro Slovak Open, Bratislava            | Cemento (i) | Stefan Koubek                 | 7–6(4), 6–4      |
| 6.  | 9 settembre 2011 | Genoa Open Challenger, Genova            | Terra rossa | Leonardo Mayer                | 6–3, 6–1         |
| 7.  | 17 marzo 2012    | Morocco Tennis Tour Rabat, Rabat         | Terra rossa | Filippo Volandri              | 6–2, 6–3         |
| 8.  | 24 marzo 2012    | Morocco Tennis Tour Marrakech, Marrakech | Terra rossa | Adrian Ungur                  | 3–6, 6–3, 6–0    |
| 9.  | 20 maggio 2012   | BNP Paribas Primrose, Bordeaux           | Terra rossa | Tejmuraz Gabašvili            | 7–5, 6–3         |
| 10. | 12 agosto 2012   | San Marino CEPU Open, San Marino         | Terra rossa | Simone Bolelli                | 6–3, 6–1         |
| 11. | 4 marzo 2018     | Oracle Challenger Series, Indian Wells   | Terra rossa | Darian King                   | 6–3, 6–3         |
| 12. | 24 marzo 2024    | M15 Heraklion, Heraklion                 | Cemento     | Edas Butvilas                 | 6–4, 6–3         |
| 13. | 21 aprile 2024   | M15 Telde, Telde                         | Terra rossa | Diego Augusto Barreto Sanchez | 3-6, 6-3, 7-5    |
| 14. | 12 maggio 2024   | M25 Valldoreix, Valldoreix               | Terra rossa | Nicola Kuhn                   | 3-6, 6-0, 6-3    |
| 15. | 19 maggio 2024   | M25 Reggio Emilia, Reggio Emilia         | Terra rossa | Jelle Sels                    | 6–4, 6–4         |

##### Finali perse (9)
| Legenda        |
| Challenger (5) |
| Futures (4)    |

| N. | Data             | Torneo                                          | Superficie  | Avversario in finale | Punteggio           |
| 1. | 7 maggio 2007    | Romania F1, Bucarest                            | Terra rossa | Niels Desein         | 6(3)–7, 6(7)–7      |
| 2. | 18 febbraio 2008 | Croatia F1, Zagabria                            | Cemento (i) | Franko Škugor        | 3–6, 2–6            |
| 3. | 9 marzo 2009     | Kazakhstan F1, Astana                           | Cemento     | Aleksej Kedrjuk      | 0–6, 6(4)–7         |
| 4. | 16 marzo 2009    | Kazakhstan F2, Almaty                           | Cemento     | Marek Semjan         | 6–3, 6(6)–7, 6(1)–7 |
| 5. | 17 aprile 2011   | Rai Open, Roma                                  | Terra rossa | Thomas Schoorel      | 5–7, 6–1, 3–6       |
| 6. | 14 agosto 2011   | San Marino CEPU Open, San Marino                | Terra rossa | Potito Starace       | 1–6, 0–3 rit        |
| 7. | 13 maggio 2012   | I. ČLTK Prague Open, Praga                      | Terra rossa | Horacio Zeballos     | 6–1, 4–6, 6(6)–7    |
| 8. | 25 marzo 2014    | Seguros Bolívar Open Barranquilla, Barranquilla | Terra rossa | Pablo Cuevas         | 3–6, 1–6            |
| 9. | 25 ottobre 2020  | Istanbul Challenger, Istanbul                   | Cemento     | Il'ja Ivaška         | 1–6, 4–6            |

#### Doppio

##### Vittorie (7)
| Legenda        |
| Challenger (4) |
| Futures (3)    |

| N. | Data              | Torneo                                   | Superficie  | Compagno                | Avversari in finale               | Punteggio         |
| 1. | 8 marzo 2009      | Kazakhstan F1, Astana                    | Cemento     | Marek Semjan            | Andrej Plotnij Dmitrij Sitak      | 7–6(5), 7–5       |
| 2. | 24 maggio 2009    | Czech Republic F3, Jablonec nad Nisou    | Terra rossa | Roman Jebavý            | Michal Tabara Roman Vögeli        | 6–4, 6–4          |
| 3. | 5 luglio 2009     | Italy F17, Bologna                       | Terra rossa | Roman Jebavý            | Francesco Aldi Federico Torresi   | 6–3, 7–6(6)       |
| 4. | 17 aprile 2011    | Rai Open, Roma                           | Terra rossa | Alessandro Motti        | Thomas Fabbiano Walter Trusendi   | 7–6(3), 6–4       |
| 5. | 24 marzo 2012     | Morocco Tennis Tour Marrakech, Marrakech | Terra rossa | Daniel Muñoz de la Nava | Íñigo Cervantes Federico Delbonis | 6–3, 1–6, [12–10] |
| 6. | 20 maggio 2012    | BNP Paribas Primrose, Bordeaux           | Terra rossa | Igor Zelenay            | Jonathan Marray Olivier Charroin  | 7–6, 4–6, [10–4]  |
| 7. | 30 settembre 2017 | Due Ponti Challenger, Roma               | Terra rossa | Jozef Kovalík           | Sander Gillé Joran Vliegen        | 6–3, 7–6          |

##### Finali perse (13)
| Legenda         |
| Challenger (11) |
| Futures (2)     |

| N.  | Data             | Torneo                                | Superficie  | Compagno          | Avversari in finale                    | Punteggio           |
| 1.  | 10 marzo 2007    | Morocco F1, Oujda                     | Terra rossa | Marek Semjan      | Máximo González Damian Patriarca       | 6–4, 5–7, 4–6       |
| 2.  | giugno 2009      | Kosice Open, Košice                   | Terra rossa | Dominik Hrbaty    | Ruben Ramirez Hidalgo Santiago Ventura | 2–6, 6(5)–7         |
| 3.  | settembre 2009   | Black Forest Open, Freudenstadt       | Terra rossa | Adil Shamasdin    | Jan Hajek Dusan Karol                  | 6–4, 4–6, [5–10]    |
| 4.  | gennaio 2010     | Morocco F1, Casablanca                | Terra rossa | Adam Kellner      | Alberto Brizzi Simone Vagnozzi         | 3–6, 2–6            |
| 5.  | febbraio 2010    | Morocco Tennis Tour - Tanger, Tangeri | Terra rossa | Uladzimir Ihnacik | Steve Darcis Dominik Meffert           | 7–5, 5–7, [7–10]    |
| 6.  | marzo 2010       | Città di Caltanissetta, Caltanissetta | Terra rossa | Uladzimir Ihnacik | D. Marrero Santana Santiago Ventura    | 6(3)–7, 4–6         |
| 7.  | agosto 2010      | Aberto de Bahia, Salvador             | Cemento     | Uladzimir Ihnacik | Franco Ferreiro Andre Sa               | 2–6, 4–6            |
| 8.  | luglio 2011      | Sporting Challenger, Torino           | Terra rossa | Uladzimir Ihnacik | Philipp Oswald Martin Fischer          | 3–6, 4–6            |
| 9.  | 18 marzo 2012    | Morocco Tennis Tour Rabat, Rabat      | Terra rossa | Stéphane Robert   | Federico Delbonis Íñigo Cervantes      | 7–6(3), 1–6, [5–10] |
| 10. | 8 maggio 2012    | Strabag Prague Open, Praga            | Terra rossa | Igor Zelenay      | Horacio Zeballos Lukáš Rosol           | 6(4)–7, 3–6         |
| 11. | 31 marzo 2018    | Casino Admiral Trophy, Marbella       | Terra rossa | Jozef Kovalik     | Guido Andreozzi Ariel Behar            | 3–6, 4–6            |
| 12. | 2 settembre 2018 | Città di Como Challenger, Como        | Terra rossa | Filip Polášek     | Andre Begemann Dustin Brown            | 6–3, 4–6, [5–10]    |
| 13. | 9 settembre 2018 | Genoa Open Challenger, Genova         | Terra rossa | Ariel Behar       | Kevin Krawietz Andreas Mies            | 6–2, 3–6, [10–2]    |

## Risultati in progressione
| Sigla | Risultato               |
| ----- | ----------------------- |
| V     | Vincitore               |
| F     | Finalista               |
| SF    | Semifinalista           |
| O     | Oro olimpico            |
| A     | Argento olimpico        |
| SF    | Bronzo olimpico         |
| QF    | Quarti di Finale        |
| 4T    | Quarto turno            |
| 3T    | Terzo turno             |
| 2T    | Secondo turno           |
| 1T    | Primo turno             |
| RR    | Round Robin             |
| LQ    | Turno di qualificazione |
| A     | Assente                 |
| ND    | Non disputato           |

| Legenda superfici    |
| -------------------- |
| Cemento              |
| Terra battuta        |
| Erba                 |
| Superficie variabile |

Statistiche aggiornate al ritiro.
Le statistiche della carriera riguardano anche challenger e futures, e qualificazioni, tranne i titoli ATP.
| Torneo                     | 2007 | 2008 | 2009 | 2010 | 2011 | 2012  | 2013  | 2014  | 2015  | 2016  | 2017  | 2018 | 2019  | 2020 | 2021 | Carriera V-P |
| -------------------------- | ---- | ---- | ---- | ---- | ---- | ----- | ----- | ----- | ----- | ----- | ----- | ---- | ----- | ---- | ---- | ------------ |
| Tornei Grande Slam         |      |      |      |      |      |       |       |       |       |       |       |      |       |      |      |              |
| Australian Open, Melbourne | A    | A    | A    | Q1   | A    | A     | 1T    | 3T    | 2T    | 1T    | 1T    | A    | 1T    | Q1   | Q1   | 3-6          |
| Open di Francia, Parigi    | Q2   | A    | A    | Q3   | A    | 2T    | 2T    | 3T    | 2T    | 1T    | 2T    | 2T   | 3T    | Q2   | Q1   | 9-8          |
| Wimbledon, Londra          | A    | A    | A    | A    | Q1   | 2T    | 1T    | 1T    | 1T    | 1T    | 1T    | A    | 1T    | ND   | Q1   | 1-7          |
| US Open, New York          | A    | A    | A    | 1T   | A    | 4T    | 1T    | 2T    | 2T    | 1T    | A     | A    | 1T    | A    | A    | 5-7          |
| Vittorie-Sconfitte         | 0-0  | 0-0  | 0-0  | 0-1  | 0-0  | 5-3   | 1-4   | 5-4   | 3-4   | 0-4   | 1-3   | 1-1  | 2-4   | 0-0  | 0-0  | 18-27        |
| Statistiche Carriera       |      |      |      |      |      |       |       |       |       |       |       |      |       |      |      |              |
| Finali ATP World Tour      | 0    | 0    | 0    | 0    | 0    | 1     | 0     | 1     | 1     | 2     | 0     | 2    | 0     | 0    | 0    | 7            |
| Tornei ATP vinti           | 0    | 0    | 0    | 0    | 0    | 1     | 0     | 1     | 1     | 2     | 0     | 1    | 0     | 0    | 0    | 6            |
| Vittorie-Sconfitte         | 1-2  | 0-0  | 0-1  | 3-4  | 2-4  | 19-15 | 12-24 | 25-14 | 30-27 | 14-15 | 11-16 | 22-9 | 10-20 | 0-2  | 0-0  | 149-153      |
| Ranking di fine anno       | 395  | 606  | 234  | 155  | 117  | 30    | 108   | 34    | 43    | 35    | 141   | 41   | 141   | 151  | -    | N/A          |

### Vittorie contro top-10
| Stagione | 2007 | 2008 | 2009 | 2010 | 2011 | 2012 | 2013 | 2014 | 2015 | 2016 | 2017 | 2018 | 2019 | 2020 | Totale |
| Vittorie | 0    | 0    | 0    | 0    | 0    | 1    | 0    | 2    | 0    | 0    | 0    | 1    | 0    | 0    | 4      |

| #    | Giocatore          | Rank | Torneo                             | Superficie  | Turno | Punteggio          |
| ---- | ------------------ | ---- | ---------------------------------- | ----------- | ----- | ------------------ |
| 2012 |                    |      |                                    |             |       |                    |
| 1.   | Jo-Wilfried Tsonga | 6    | US Open, New York                  | Cemento     | 2T    | 6–4, 1–6, 6–1, 6–3 |
| 2014 |                    |      |                                    |             |       |                    |
| 2.   | Kei Nishikori      | 10   | Open di Francia, Parigi            | Terra       | 1T    | 7–6(4), 6–1, 6–2   |
| 3.   | Rafael Nadal       | 2    | China Open, Pechino                | Cemento (i) | QF    | 6(7)–7, 6–4, 6–3   |
| 2018 |                    |      |                                    |             |       |                    |
| 4.   | Dominic Thiem      | 8    | Austrian Open Kitzbühel, Kitzbühel | Terra       | 2T    | 6–1, 1–6, 7–5      |